# Жарновецьке озеро
Жарнове́цьке о́зеро (пол. Jezioro Żarnowieckie) — невелике озеро на півночі Польщі, біля берега Балтійського моря, знаходиться на Жарновецькій височині.
Площа водного дзеркала становить 14,3 км², довжина з півночі на південь — 7,6 км, а ширина — 2,6 км. Максимальна глибина озера становить 16 м, це означає, що дно знаходиться нижче рівня моря — криптодепресія. Через озеро протікає річка П'ясниця, яка несе свої води до Балтійського моря.

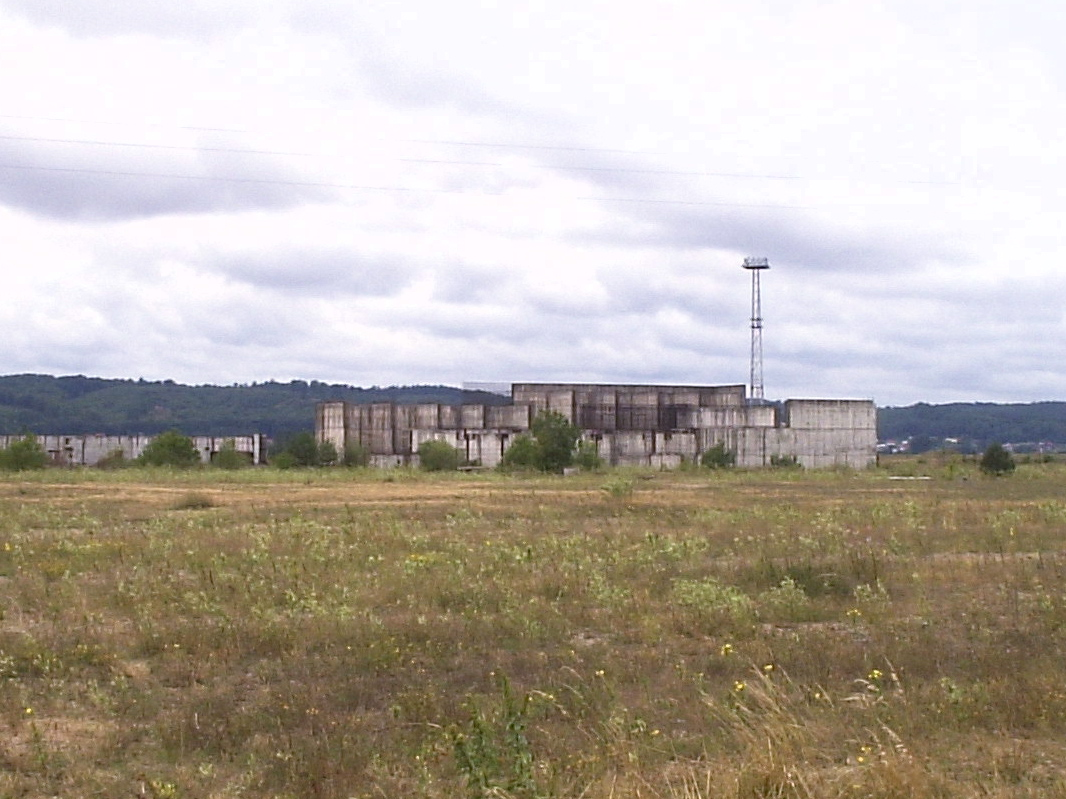
Недобудована АЕС

В 1980-их роках біля озера почали будівництво першої в Польщі атомної електростанції, але її будівництво було призупинено в 1990 році. З 1982 року на озері була пущена в дію гідроелектростанція потужністю в 716 МВ.